# Церковь Петра и Павла (Порецкое)
Церковь Святых Первоверховных Апостолов Петра и Павла — православный храм в селе Порецком. Относится к Порецкому благочинию Алатырской епархии Русской православной церкви.

## История
Храм построен в 1816 году на средства графа Петра Салтыкова. Освящён во имя апостолов Петра и Павла. Закрыт в 1942 году советскими властями, в 1945 году вновь стал действующим.

## Архитектура и убранство
Каменный однопрестольный купольный храм. Объёмная композиция построена по традиционной схеме: к квадратному в плане четверику храма с востока примыкает полукруглая апсида, с запада — трапезная и колокольня. 

Четверик храма завершается куполом, установленном на своеобразном барабане (постаменте), осевые грани которого выступают в виде ризалитов. В них размещены трёхчастные полукруглые окна. 

Небольшая главка храмовой части располагается на высоком барабане, средняя часть которого отмечена четырёхгранным декоративным фонарём.

Северный и южный фасады четверика оформлены четырёхколонными дорическими портиками. 

Колокольня двухъярусная высотой 13,0 м. Нижний ярус прямоугольный в плане. Цилиндрический, имеющий 4 высоких арочных проёма ярус звона завершается куполом и шпилем с крестом. Пластика стен первого яруса обогащена пилястрами. Плоскости стен декорированы рустом. 

Вход устроен в западной стене первого яруса колокольни, акцентирован пилястрами и фронтоном.